# 董枝明
董 枝明（とう しめい、ドン・チミン、ピン音:Dǒng Zhīmíng、1937年1月 - 2024年10月20日）は、北京の中国科学院古脊椎動物古人類研究所（IVPP）に所属する、中国の指導的な古生物学者の一人である。

## 経歴
1937年、山東省威海市で生まれた。1962年、上海の復旦大学の生物学科を卒業し、当時の所長であった楊鍾健に師事し、IVPPに勤務し始めた。シュノサウルス、ダトウサウルスおよびオメイサウルスといった竜脚類やアルカエオケラトプスなどを含む多数の恐竜化石を記載している。董は大山鋪層（en、自貢恐竜博物館）の調査、記載を行った。この地層は一般にあまり化石が得られていないジュラ紀前期の地層で構成されており、この調査は科学的に重要な貢献をした。
2024年10月20日の午前に死去。享年87。

## 著作
董は多数の中国の恐竜についての著作を行っており、英語で書かれたものもある。
- Dong Zhiming (1988). Dinosaurs from China. China Ocean Press, Beijing & British Museum (Natural History). ISBN 0-565-01073-5
- Dong Zhiming (1992). Dinosaurian Faunas of China. China Ocean Press, Beijing. ISBN 3-540-52084-8